# Канали, Саверио
Саверио Канали (итал. Saverio Canali; 15 февраля 1695, Терни, Папская область — 20 марта 1773, Рим, Папская область) — итальянский куриальный кардинал. Генеральный казначей Апостольской Палаты с сентября 1759 по 26 сентября 1766. Кардинал-дьякон с 26 сентября 1766, с титулярной диаконией Санта-Мария-делла-Скала с 1 декабря 1766.